# Taiho Shichauzo
Taiho Shichauzo (逮捕しちゃうぞ?), también conocida como ¡Están arrestados! en Hispanoamérica y ¡Estás arrestado! en España, es un manga creado por Kosuke Fujishima. Se publicó en la revista Morning: Especial Party, de la editorial Kōdansha, entre 1986 y 1992, y fue la primera obra de Fujishima como Mangaka profesional. La trama narra historias cortas sobre la vida diaria de 2 policías de tráfico, Miyuki Kobayakawa y Natsumi Tsujimoto, llenas de humor, historias disparatadas, coches y motos de tecnología casera.
Otros personajes importantes en la obra son sus compañeros de trabajo Nakajima (el guapo tímido) y su padre, Daimaru; Yoriko (la compañera con gafas); Aoi (agente encubierto vestido de mujer) y el jefe de todos, además de enemigos carismáticos como La Gorda del Scooter y el Hombre Enmascarado, Strikeman. Igual importancia tienen el minicoche y la minimoto que utilizan Miyuki y Natsumi en sus misiones y que ellas mismas preparan. Ambos vehículos están diseñados con todo tipo de detalles técnicos y se incluyen fichas con todos los datos.
Taiho Shichauzo tiene los ingredientes que más tarde Kosuke desarrollaría en su obra más exitosa, Aa! Megami-sama. El dibujo va mejorando viñeta a viñeta, donde Fujishima muestra su originalidad y maestría es en el diseño detallista de cualquier coche o moto, dónde incluye toda clase de detalles técnicos.
En 1994 se creó una adaptación al anime en formato OVA compuesta por 4 episodios. La serie fue producida por Bandai Visual, dirigida por Kazuhiro Furuhashi, guionizada por Michiko Yokote y distribuida por Kōdansha. En esta ocasión, no se trata de una versión animada del manga, sino que se narra cómo fue primer encuentro entre Miyuki y Natsumi y cómo se fue forjando su amistad, como siempre, con humor, acción y persecuciones en moto y coche. En 1996 apareció un segundo anime dirigido por Kazuhiro Furuhashi y Atsuko Nakajima en diseño de personajes. Esta serie está compuesta por 51 episodios, se transmitió por la cadena japonesa TBS y algunos episodios están basados en el manga. En 1999 se estrenó You’re Under Arrest: Mini Specials, serie compuesta por 21 episodios. En 2001 se produjo otra temporada de la serie, Taiho Shichauzo: Second Season, compuesta por 26 episodios. En 2007 se estrenó la última temporada, llamado Taiho Shichauzo: Full Throttle, dirigida por Kōichi Ōhata.

## Argumento
La historia de Taiho Shichauzo gira en torno a las aventuras de Natsumi Tsujimoto y Miyuki Kobayakawa, dos agentes de la policía metropolitana de Tokio, en el servicio del distrito de policía de Bokuto. La serie está estructurada en gran medida en episodios, muchos de los cuales se han centrado en la interacción entre las dos protagonistas y un gran conjunto de personajes. La mayoría de los episodios se establecen en el área de Tokio, aunque la estación Bokuto no existe en absoluto. En la realidad existe en su lugar un hospital con el mismo nombre llamado Bokuto, en el distrito de Sumida.

## Personajes

### Principales
- Natsumi Tsujimoto (辻本 夏実 Tsujimoto Natsumi?) es una de los personajes principales de la serie, a diferencia de Miyuki, tiene varios malos hábitos: es desordenada, ruidosa y con un apetito insaciable. A menudo demuestra tener una fuerza más allá de los límites comunes. Natsumi es una gran motociclista, muy intrépida y arriesgada haciendo maniobras de alto riesgo encima de su moto. Natsumi tiene un fuerte gusto por la bebida, a menudo se presenta en el lugar de trabajo con resaca o dolores de cabeza. Además, también suele dormirse en la oficina. Aunque posee muchos malos hábitos, es capaz de tomar su trabajo muy en serio cuando sea necesario. Posee una mini-motocicleta Honda Moto-Compo (JR-2) mejorada por Miyuki y la usa si es necesario a través de zonas estrechas durante las persecuciones.

- Miyuki Kobayakawa (小早川美幸 Kobayakawa Miyuki?) es miembro de la policía y compañera de Natsumi en Bokuto. Aunque no es tan fuerte como Natsumi en términos físicos, es muy inteligente y educada, además de ser una genio de la informática y la mecánica. Miyuki como mecánica experta también suele realizar modificaciones a los vehículos para el personal dentro de la estación Bokuto, así como solucionar los problemas de las bases de datos. Su principal temor es representado por cualquier cosa que no puede explicarse por la ciencia como lo sobrenatural. También actúa tranquila y con diligencia – a diferencia de Natsumi que actúa impulsiva, con ligereza y flojera. Tiene una mini-patrulla, una Honda today, que muchas veces modifica para las rondas.

### Agentes de policía
- Ken Nakajima
- Yoriko Nikaido
- Aoi Futaba
- Saori Saga
- Oyuki Akira
- Kachou

### Oficiales de policía
- Takao Arizuka
- Kaoruko Kinoshita
- Chie Sagamiono
- Shoji Tokairin
- Inspector Tokuno

### Civiles
- Daimaru Nakajima
- Sena Wakabayashi
- Akira
- Strikeman
- Mujer motoneta 50 C.C.

## Temas tratados
La mayor parte de la serie trata de la permanente amistad entre Miyuki Kobayakawa y Natsumi Tsujimoto y cómo lidian su vida personal con su trabajo como agentes de policía, con algunas historias que son retratadas como de cosas de la vida. La serie también refleja el lado humano de varios oficiales de policía de la estación Bokuto en su trabajo y en su vida personal fuera del trabajo de la policía. Además de las excéntricas situaciones acontecidas por las personalidades de los policías y personajes del distrito.

## Contenido de la obra

### Manga
El manga narra historias de ocho páginas los episodios de la vida de las dos policías principales. Fue publicado entre 1987 hasta 1992 en Japón en la revista Morning: Especial Party, de la editorial Kodansha. Más tarde, los capítulos han sido publicados en siete volúmenes.
La versión en inglés del manga fue indirectamente traducida del francés y en 2000 y 2001 publicado por Egmont manga y anime. Además del francés, aparecieron las traducciones de inglés, español e italiano.

### Edición Española
En España el manga fue editada por Norma Editorial desde 1996 hasta 1997 en formato comic book en un total de 18 números y 79 capítulos (6 tomos en el original japonés, de 1986 a 1992 en la revista Party Comics y republicada ya en formato tomo por KC Afternoon).

### Lista de volúmenes
Edición de manga de Kodansha:
| Título    | Fecha de publicación | ISBN               |
| --------- | -------------------- | ------------------ |
| Volumen 1 |                      | ISBN 2-910104-63-X |
| Volumen 2 |                      | ISBN 2-910104-71-0 |
| Volumen 3 |                      | ISBN 2-910104-90-7 |
| Volumen 4 |                      | ISBN 2-84518-001-2 |
| Volumen 5 |                      | ISBN 2-84518-013-6 |
| Volumen 6 |                      | ISBN 2-06-315038-0 |
| Volumen 7 |                      | ISBN 2-06-315046-1 |

### Anime
La serie se compone de cuatro episodios en formato OVA, tres temporadas en formato Anime y 2 especiales, además de una película, hecho en 1999 llamado Taiho Shichauzo: la película.
En 1994, se presentaron cuatro OVAs por Bandai Visual y Studio Deen. Dirigida por Kazuhiro Furuhashi, Atsuko Nakajima quien había diseñado los personajes y director artístico fue Hiroshi Kato. También fue traducido al inglés, francés y español. La canción introductoria es de Akiko Hiramatsu & Sakiko Tamagawa 100 mph no Yūki.
En 1996, una serie de televisión fue producida como continuación a las primeras tres OVAs, mientras que estos cuatro episodios fueron reeditados posteriormente e incluidos en la serie. En la producción del mismo director de los OVA, Atsuko Nakajima y Tokuyuki Matsutake, Mitsuki Nakamura y Hiroshi Kato fueron responsables de la dirección artística y del diseño de personajes. La música fue compuesta por Kō Ōtani y Yasunori Iwasaki. compuesta con 51 episodios, transmitido por la cadena TBS desde 5 de octubre de 1996 hasta el 27 de septiembre de 1997 en Japón.
En 2001 una segunda temporada de la serie de televisión con 26 episodios salió al aire continuando la historia de la primera. Fue dirigido por Shōgo Kōmoto, nuevo en Studio Deen. La serie se transmitió desde el 7 de abril al 29 de septiembre de 2001 por la cadena TBS.
La tercera temporada con el subtítulo de Full Throttle, fue emitida en Japón desde el 5 de octubre de 2007 hasta el 28 de marzo de 2008 después de medianoche (y por lo tanto el día de la televisión). La serie fue dirigida por Kōichi Ōhata y realizada por el Studio Deen, compuesta con 24 episodios. y la banda sonora fue compuesta por Hideyuki Fukasawa y Masara Nishida. Shigemi Ikeda fue el director artístico de la serie.

### Película
En 1999 se estrenó en los cines de Japón Taiho Shichauzo: la película, dirigida por Junji Nishimura y Atsuko Nakajima en diseño de personajes, la banda sonora fue compuesta por Kenji Kawai, que ya ha colaborado en otros proyectos sonoros como Ghost in the Shell, Patlabor, Fate/stay night. La película fue producida por Bandai Visual, Kōdansha, TBS y el Studio Deen. Tsujimoto y Kobayakawa son transferidas de regreso a la estación de policía de Bokuto después de haber estado en entrenamiento policial. Poco después de esto, el descubrimiento de armas de fuego de contrabando y la recuperación de un MO disc anuncian nuevos problemas para la estación de Bokuto, cuando el Jefe Kachou es encarcelado por guardar silencio sobre el proyecto Hachi Ichi Go (Abeja número 01 en japonés), desarrollado por el Detective Emoto que desapareció hace dos años.

### Dorama
La serie tuvo una adaptación en formato Dorama, con nueve episodios y fue producida en 2002 por la cadena japonesa TV Asahi. con las actuaciones de Misaki Itō (Natsumi) y Sachie Hara (Miyuki) asumiendo los roles principales.

## Vehículos
En esta serie Kosuke Fujishima hace notar su fijación con los vehículos motorizados que también muestra en Aa! Megami-sama. Los dibujos de coches y motos generalmente son detallados y algunos detalles técnicos aparecen en páginas individuales entre capítulos. Según esto, el motor de dos cilindros del Today posee de 560 a 600 cc de capacidad y tiene adaptado un turbocompresor TD-025. También lo hace el coche 80 HP. Además de un Nitro. Los neumáticos tienen la masa 185/65 R13. El coche viene de la primera serie, que se inició en 1985. El Motocompo de Natsumi se ha adaptado a una versión para la policía con la luz azul y está listo para su uso en el compartimiento del Today.

## Reparto doblaje
| Personaje         | Seiyū (Japón)   | Actor de voz (Latinoamérica) | Actor de voz (España)                  |
| ----------------- | --------------- | ---------------------------- | -------------------------------------- |
| Miyuki Kobayakawa | Akiko Hiramatsu | Rosario Zamora               | Susana Damas; Alicia Laorden (OVA)     |
| Natsumi Tsujimoto | Sakiko Tamagawa | Laura Olazábal               | Assumpta Navascués; Núria Trifol (OVA) |
| Ken Nakajima      | Bin Shimada     | Alejandro Trejo              | Ricky Coello; Oriol Rafel (OVA)        |
| Yoriko Nikaido    | Etsuko Kozakura | Keyros Guillén               | Carmen Ambrós; Ana Pallejà (OVA)       |
| Aoi Futaba        | Rica Matsumoto  | Sara Pantoja                 | Mª Rosa Guillén                        |
| Capitán           | Issei Masamune  | Sandro Larenas               | Ramón Rocabayera; Jordi Ribes (OVA)    |
| Tokairin          | Tomokazu Seki   | Carlos Carvajal              | Nacho de Porrata                       |
| Sena              | Hiroko Konishi  | Francisca Tapia              |                                        |
| Arizuka           | Takeshi Watabe  | Marco Antonio Espina         |                                        |
| Strike-man        | Hideyuki Hori   | Francisco Santander          |                                        |
| Mama Moto         | Kujira          | Carmen Disa Gutiérrez        |                                        |
| Saori             | Sakura Tange    | Giannina Talloni             |                                        |
| Presentador       |                 | Jorge Araneda                | Jorge Tomé                             |
| Narrador          |                 | Sergio Cárdenas              | Jorge Tomé                             |

Créditos técnicos (Chile)
- Estudio de Doblaje: Hispanoamérica Doblajes, Santiago de Chile
- Director de Doblaje: Tito Bustamante
- Traductor: Brenda Nava
- Adaptación al castellano: Brenda Nava y Tito Bustamante
- Adaptación musical: Mariano Pavez
- Producctores ejecutivos: Hugo Rose y Jorge Araneda
- Producción de Doblaje: Televix Entertainment

Créditos técnicos (España)
- Estudio de Doblaje: Alta Frecuencia, Sevilla
- Director de Doblaje: Camilo García
- Traductor: Ivars Barzdevics
- Producción de Doblaje: Manga Films S.A.